# Arrondissement de Lublinitz

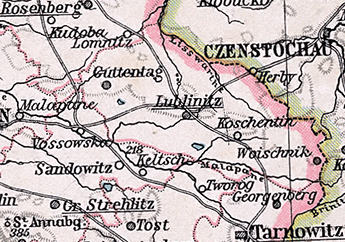
L'arrondissement de Lublinitz sur une carte de 1905

L'arrondissement de Lublinitz est un arrondissement prussien de Haute-Silésie de 1743 à 1926. Le chef-lieu de l'arrondissement est la ville de Lublinitz. L'ancien territoire de l'arrondissement appartient désormais en grande partie à la voïvodie polonaise de Silésie .

## Histoire
Après la conquête de la majeure partie de la Silésie, le roi Frédéric II introduit des structures administratives prussiennes en 1742 en Basse-Silésie et en 1743 également en Haute-Silésie. Celles-ci comprennent la création de deux chambres de guerre et de domaine (de) à Breslau et Glogau, ainsi que leur division en arrondissements et la nomination d'administrateurs d'arrondissement (de). Les administrateurs des arrondissements de Haute-Silésie sont nommés sur proposition du ministre prussien de Silésie Ludwig Wilhelm von Münchow, ce que Frédéric II accepte en février 1743.
Dans la principauté d'Oppeln, l'une des sous-principautés silésiennes, des arrondissements prussiens sont formés à partir des anciens faubourgs silésiens, dont l'arrondissement de Lublinitz. Georg Friedrich von Rousitz und Helm est nommé premiers administrateur de l'arrondissement de Lublinitz. L'arrondissement est initialement subordonné à la Chambre de guerre et des domaines de Breslau et est affecté au district d'Oppeln de la province de Silésie au cours des réformes Stein-Hardenberg. Lors de la réforme de l'arrondissement du 1er janvier 1818 dans le district d'Oppeln, l'arrondissement reste inchangé
Le 8 novembre 1919, la province de Silésie est dissoute et la nouvelle province de Haute-Silésie est formée à partir du district d'Oppeln. Lors du référendum en Haute-Silésie du 20 mars 1921, 47 % des électeurs votent dans l'arrondissement de Lublinitz pour le maintien dans le giron allemand et 53 % pour la cession à la Pologne. À la suite des résolutions de la Conférence des ambassadeurs de Paris, les deux tiers orientaux de l'arrondissement avec les villes de Lublinitz et Woischnik sont cédés à la Pologne. Le tiers ouest de l'arrondissement existait initialement sous le nom d'arrondissement de Lublinitz et est absorbé le 1er janvier 1927 par l'arrondissement de Guttentag (de) avec les communes de Heine et Mischline de l'arrondissement de Groß Strehlitz (de) ainsi qu'avec la commune et le district de domaine de Thursy de l'arrondissement de Rosenberg-en-Haute-Silésie.

## Évolution de la démographie
| Année | Habitants | Source |
| ----- | --------- | ------ |
| 1795  | 22 579    | [ 8 ]  |
| 1819  | 25 416    | [ 9 ]  |
| 1846  | 41 698    | [ 10 ] |
| 1871  | 45 326    | [ 11 ] |
| 1885  | 44 087    | [ 12 ] |
| 1900  | 47 213    | [ 13 ] |
| 1910  | 50 388    | [ 13 ] |
|       |           |        |
| 1925  | 17 169    | [ 14 ] |

Lors du recensement de 1910, 79 % des habitants de l'arrondissement de Lublinitz se déclarent de langue purement polonais et 15 % comme purement germanophones. 95 % des habitants sont catholiques en 1910 et 4 % protestants

## Administrateurs de l'arrondissement
- 1743 0000000 Georg Friedrich von Rousitz und Helm (né le 1er mars 1681), sur Schierokau, Jerowa et Mollna
- 1744–1760 00 Johann Ludwig von Goczalkowsky (de) (également Gottschalkowsky), sur Wiersbie
- 1760-1762 00 Adam Heinrich von Jordan (de) (né le 4 novembre 1691 et mort en 1762), sur Dralin et Wendrin
- 1763-1768 00 Christoph Heinrich von Dziembowski-Pomian (de), reçoit l'incolat de Silésie le 9 novembre 1763
- 1768–1790 00 Johann Christoph Alexander von Stosch (de) (né le 4 avril 1727 à Leschwitz et mort le 25 juin 1806 à Ludwigsthal), sur la part de Pawonkau
- 1790–1797 00 Franz von Blacha (de) (mort le 17 mars 1797), sur Thule, également conseiller judiciaire des arrondissements de Lublinitz et Rosenberg[16]
- 1800–000000 von Ziegler und Klipphausen (de), sur Pawonkau
- 1818–1831 00 Georg Wilhelm von Ziegler und Klipphausen
- 1832–1853 00 Christian Eduard von Kościelsky (né en 1798 et mort le 19 décembre 1864 à Breslau), sur Ponoschau
- 1854–1873 00 Charles de Hohenlohe-Ingelfingen, représenté par Max Clairon d'Haussonville de 1865 à 1867
- 1873–1886 00 Wilhelm von Klitzing (né le 6 juin 1828 à Karnzow et mort le 9 octobre 1894 à Breslau), sur Schierokau
- 1886–1896 00 Charles de Ratibor et Corvey, prince de Hohenlohe-Schillingsfürst
- 1896-1904 00 Eberhard von Brücken
- 1904-1917 00 Friedrich Wilhelm Georg von Thaer
- 1918-1921 00 Roland Brauweiler (de)
- 1922-1926 00 Otto Ulitzka

## Constitution communale
Jusqu'en 1922, l'arrondissement de Lublinitz est divisé en villes de Guttentag, Lublinitz et Woischnik, communes et districts de domaine.

## Communes
En 1910, l'arrondissement de Lublinitz comprend trois villes et 66 communes. Les communes marquées d'un D restent dans le Reich allemand en 1922 et deviennent une partie de l'arrondissement de Guttentag en 1927.
| - Babinitz - Boronow - Bruschiek - Bzinitz D - Charlottenthal D - Chwostek - Cziasnau D - Czieschowa - Dembowagora - Dralin - Drathhammer - Dzielna D - Ellguth-Guttentag D - Ellguth-Woischnik - Erdmannshain - Glinitz - Glowtschütz D - Goslawitz D | - Groß Droniowitz - Groß Lagiewnik - Guttentag, villeD - Gwosdzian D - Hadra - Harbultowitz - Jawornitz - Jezowa D - Kallina - Kaminitz - Klein Droniowitz - Klein Lagiewnik D - Kochanowitz - Kochtschütz - Kokottek - Koschentin - Koschmieder D - Lissau | - Lissowitz - Lohna - Lubetzko - Lublinitz, ville - Lublinitz, Schloß - Lubschau - Ludwigsthal - Makowtschütz D - Mollna D - Ollschin - Pawonkau - Pluder-Petershof D - Ponoschau D - Psaar - Ruschinowitz - Rzendowitz D - Schemrowitz D - Schierokau D | - Skrzidlowitz D - Sodow - Sollarnia - Sorowski D - Stahlhammer - Steblau - Strzebin - Warlow D - Wendzin D - Wiersbie - Wilhelmshort D - Woischnik, ville - Wüstenhammer - Zielonna - Zwoos D |

La commune de Stahlhammer s'appelle Kutschau-Zawodie jusqu'en 1909.

## Personnalités
- Hans Heinrich Lammers, né à Lublinitz, chef de la Chancellerie du Reich de 1933 à 1945